# Erich Hafner

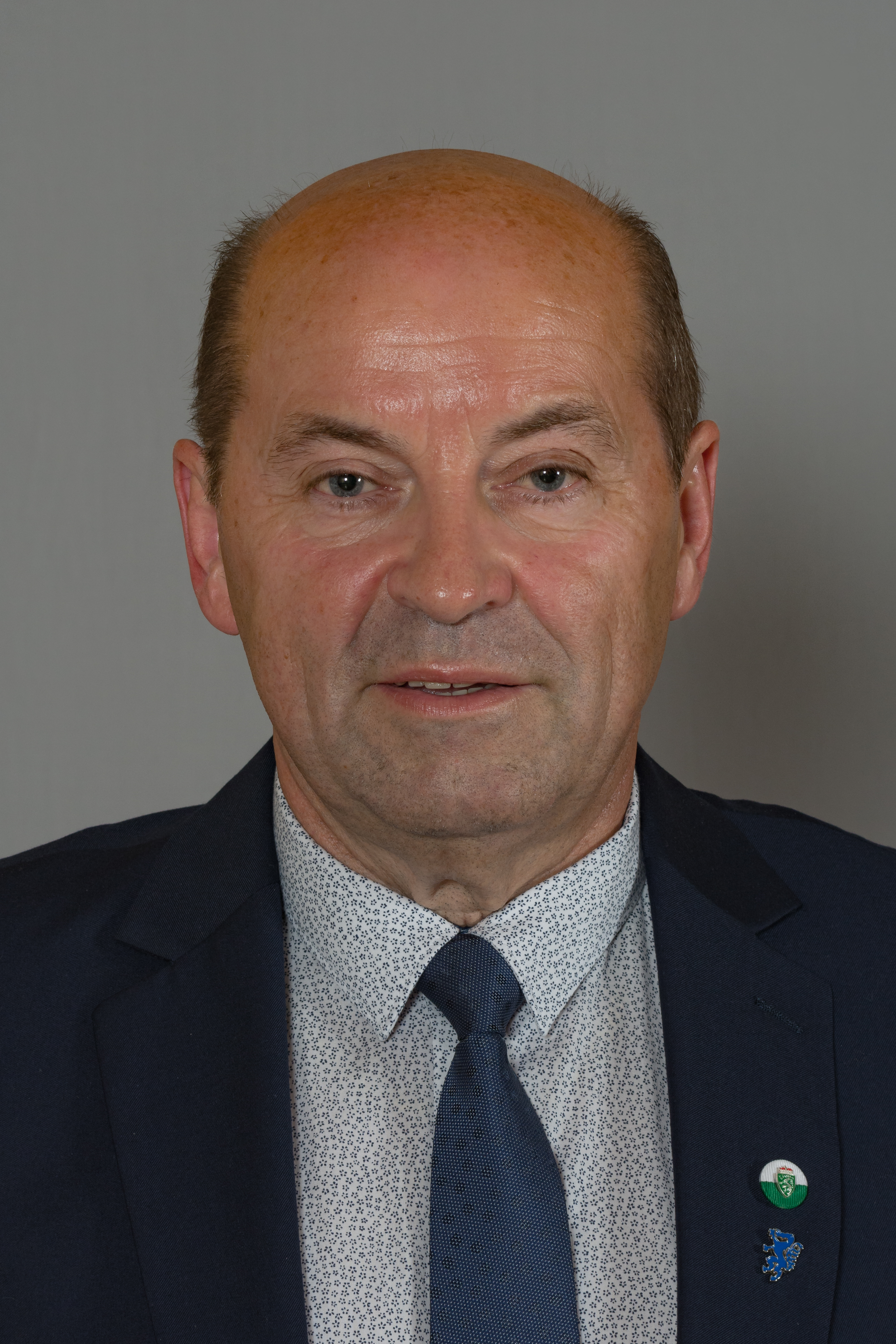
Erich Hafner (2016)

Erich Hafner (* 2. April 1959 in Gleisdorf) ist ein österreichischer Politiker der FPÖ. Er wurde am 16. Juni 2015 als Abgeordneter zum Steiermärkischen Landtag angelobt, dem er bis zum 17. Dezember 2019 angehörte.

## Ausbildung und Beruf
Hafner besuchte nach der Pflichtschule eine Höhere technische Lehranstalt. Nachdem er seine Ausbildung dort nach zwei Jahren abbrach, absolvierte er eine Lehre als technischer Zeichner und Vermessungstechniker. Anschließend arbeitete er in einem Planungsbüro.

## Politische Laufbahn
Im Jahr 2001 erlitt Hafner während eines Tennisspiels eine schwere Erkrankung, die seinen weiteren Lebensweg entscheidend prägte. Nach seiner Genesung beteiligte er sich bei einer Ausschreibung der FPÖ, der er bereits mehrere Jahre als Gemeinderat angehörte, als Organisationsreferent für die Steiermark. Nachdem er sich dabei gegen mehrere Mitbewerber durchsetzen konnte, ist Hafner seit Mai 2002 hauptberuflich für die FPÖ tätig, ab 2007 war er Bezirksobmann der FPÖ Weiz. Er ist Landesschulungsverantwortlicher der Steiermark im Bildungsinstitut der FPÖ.
Am 2. April 2015 wurde Hafner vom Parteivorstand für die Landtagswahl 2015 auf der Landesliste der FPÖ nominiert, wodurch er reelle Chancen hatte, in den Steiermärkischen Landtag einzuziehen. Den ersten Erfolg durfte Hafner jedoch bereits bei der Gemeinderatswahl 2015 feiern, wo er die FPÖ in Gersdorf an der Feistritz zu vier Mandaten führte, was ihm bei der konstituierenden Sitzung des Gemeinderats einen Sitz im Gemeindevorstand als Gemeindekassier bescherte.
Bei der Landtagswahl 2015 führte Hafner die FPÖ im Bezirk Weiz an die zweite Stelle und war maßgeblich am guten Abschneiden der FPÖ in der Steiermark beteiligt. Damit war auch sein Einzug in den Steiermärkischen Landtag sicher. Die Verbundenheit mit der Bevölkerung will Hafner keinesfalls verlieren: „Ich bin und bleibe der Erich.“ Aufgeben will er allerdings seinen Job als Organisationsreferent. „Ich möchte mich ganz auf die Arbeit im Landtag und als Kassier in meiner Gemeinde widmen,“ sagt Hafner in einem Interview.
Ende März 2019 wurde Patrick Derler als Nachfolger von Erich Hafner zum FPÖ-Bezirksparteiobmann im Bezirk Weiz gewählt. Nach der Landtagswahl 2019 schied Hafner aus dem Landtag aus.

## Privat
Hafner ist verheiratet und Vater zweier erwachsener Töchter (* 1979 und 1981). Zu seinen Hobbys zählen Tennis, Langlauf, Radfahren.

## Auszeichnungen
- 2020: Großes Ehrenzeichen des Landes Steiermark[11]